# Jana Želivského (Praha)
Ulice Jana Želivského v Praze se nachází v katastrálním území Žižkova v městské části Praze 3. Spojuje křižovatku Ohrada s křižovatkou u stanice metra Želivského. Délka ulice je 1350 m. Dnešní název ulice odkazuje na husitského kazatele Jana Želivského.

## Trasa ulice

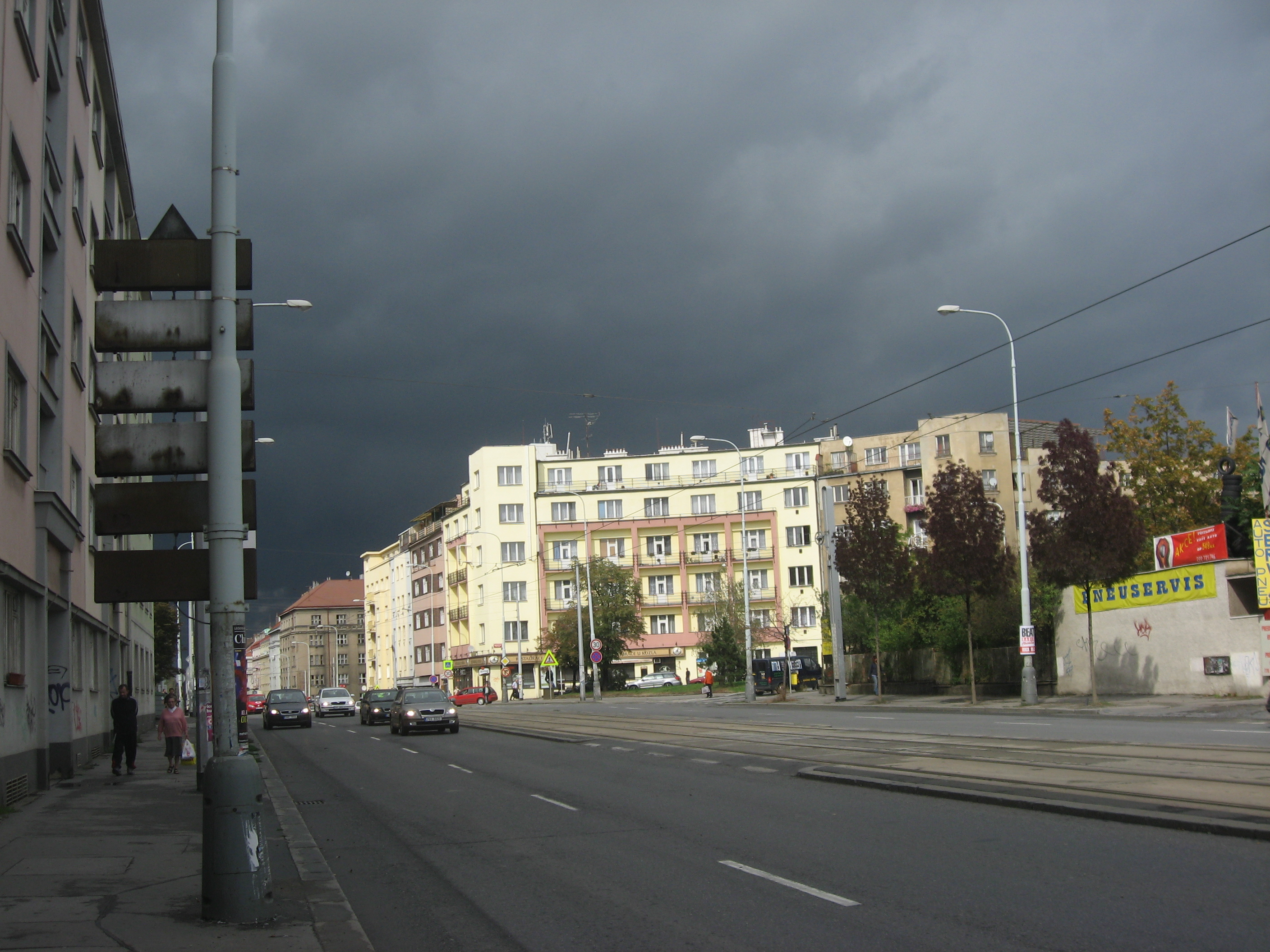
Ulice směrem k Basilejskému náměstí.

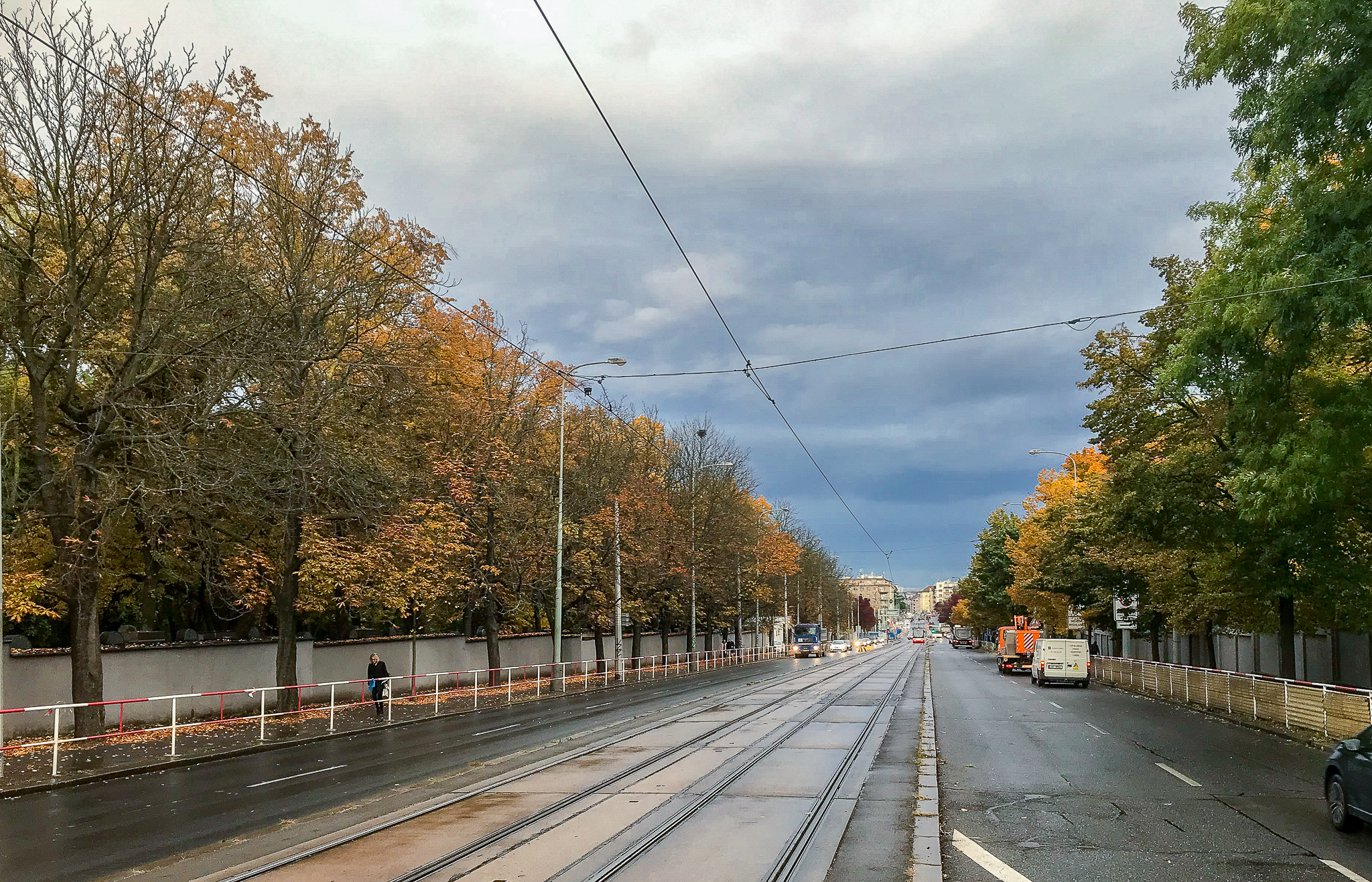
Ulice směrem ke křižovatce Želivského, v oblasti mezi hřbitovy.

Na severní straně ulice začíná na křižovatce Ohrada, kde dochází ke křížení ulice Hartigova s ulicemi Pod Krejcárkem a právě Jana Želivského. Z této křižovatky směřuje jižním směrem přes Basilejské náměstí. Přibližně v polovině délky ulice západním směrem odbočuje ulice Olšanská, která v ulici Jana Želivského končí proti nákladovému nádraží Žižkov. Ulice Jana Želivského dále přes ulici U Nákladového nádraží prochází mezi dvěma odděleními Olšanských hřbitovů a podél západní zdi Nového židovského hřbitova. Končí na křižovatce u stanice metra Želivského, kde ji ze západu na východ kříží ulice Vinohradská a přímo přes křižovatku pokračuje dále již jako ulice Votická.
Ulice je obousměrná a patří mezi významné pražské pozemní komunikace. Po celé její délce je tramvajová trať a několik linek autobusů MHD.

## Historie a názvy
Ulice byla založena v roce 1930 pod názvem Mladoňovicova. Tento název nesla podle Petra z Mladoňovic, představitele umírněného husitského křídla, přítele Jana Husa a rektora Univerzity Karlovy.
V roce 1951 byla ulice přejmenována na dnešní název Jana Želivského, podle Jana Želivského, husitského kazatele, představitele radikálního husitského křídla a vůdčí osobnosti pražské defenestrace v roce 1419. Název ulice byl změněn ve snaze vládnoucí KSČ pojmenovat ulici po osobě, která by byla tehdejším režimem akceptovatelnější.

## Významné budovy a místa
Ve směru od Ohrady na jih:
- křižovatka Ohrada
- hotel Vítkov
- Basilejské náměstí
- Central Park Praha
- Nákladové nádraží Žižkov
- nově vznikající Parková čtvrť
- Olšanské hřbitovy
- Nový židovský hřbitov na Olšanech
- autobusové nádraží u stanice metra Želivského
- Palác Vinohrady
- hotel Don Giovanni